# Austrian Football Division 2 2013
La Austrian Football Division 2 2013 è stata la 10ª edizione del campionato di football americano di terzo livello, organizzato dalla AFBÖ.

## Squadre partecipanti
| Club                  | Città         | Stadio | Sponsor ufficiale | Risultato nella stagione 2012 |
| --------------------- | ------------- | ------ | ----------------- | ----------------------------- |
| Amstetten Thunder     | Amstetten     |        |                   |                               |
| Red Lions Hall        | Hall in Tirol |        |                   |                               |
| Sankt Pölten Invaders | Sankt Pölten  |        |                   |                               |
| Schwaz Hammers        | Schwaz        |        |                   |                               |
| Styrian Bears         | Graz          |        |                   |                               |
| Traun Steelsharks     | Traun         |        |                   |                               |

## Stagione regolare

### Calendario

#### 1ª giornata
| 6 aprile 2013 | Styrian Bears | 28 – 30 | Schwaz Hammers |  |

| 6 aprile 2013 | Traun Steelsharks | 41 – 30 (0-10 14-6 27-0 0-14) | Red Lions Hall |  |

#### 2ª giornata
| 13 aprile 2013 | Schwaz Hammers | 7 – 21 (0-0 7-14 7-0 0-7) | Traun Steelsharks |  |

| 13 aprile 2013 | Amstetten Thunder | 42 – 34 (27-7 8-8 7-6 0-13) | Styrian Bears |  |

| 14 aprile 2013 | Red Lions Hall | 20 – 46 | Sankt Pölten Invaders |  |

#### 3ª giornata
| 21 aprile 2013 | Sankt Pölten Invaders | 35 – 0 (7-0 19-0 6-0 3-0) | Amstetten Thunder | (600 spett.) |

#### 4ª giornata
| 27 aprile 2013 | Sankt Pölten Invaders | 40 – 15 (0-8 7-7 6-0 27-0) | Schwaz Hammers | (500 spett.) |

| 27 aprile 2013 | Traun Steelsharks | 25 – 15 (0-0 12-7 0-0 13-8) | Styrian Bears |  |

| 28 aprile 2013 | Red Lions Hall | 41 – 12 (27-0 7-6 7-0 0-6) | Amstetten Thunder |  |

#### 5ª giornata
| 4 maggio 2013 | Schwaz Hammers | 21 – 28 (6-7 8-7 7-0 0-14) | Red Lions Hall |  |

| 4 maggio 2013 | Styrian Bears | 7 – 28 (0-14 7-7 0-0 0-7) | Sankt Pölten Invaders |  |

| 5 maggio 2013 | Amstetten Thunder | 30 – 33 (9-14 3-7 12-0 6-12) | Traun Steelsharks | (550 spett.) |

#### 6ª giornata
| 11 maggio 2013 | Schwaz Hammers | 20 – 17 (13-3 0-7 0-0 7-7) | Amstetten Thunder |  |

| 11 maggio 2013 | Styrian Bears | 50 – 47 (10-6 7-20 19-8 14-13) | Red Lions Hall |  |

| 11 maggio 2013 | Sankt Pölten Invaders | 42 – 6 (12-0 12-6 18-0 0-0) | Traun Steelsharks | (200 spett.) |

#### 7ª giornata
| 25 maggio 2013 | Amstetten Thunder | 28 – 14 (7-0 14-0 7-7 0-7) | Schwaz Hammers |  |

| 25 maggio 2013 | Traun Steelsharks | 16 – 13 (0-6 6-0 7-7 3-0) | Sankt Pölten Invaders |  |

#### 8ª giornata
| 1º giugno 2013 | Schwaz Hammers | 14 – 40 (6-12 0-8 0-6 8-14) | Sankt Pölten Invaders |  |

| 1º giugno 2013 | Styrian Bears | 12 – 33 (0-0 6-14 0-12 6-7) | Traun Steelsharks |  |

| 1º giugno 2013 | Amstetten Thunder | 66 – 35 (14-7 21-13 21-8 10-7) | Red Lions Hall |  |

#### 9ª giornata
| 8 giugno 2013 | Sankt Pölten Invaders | 33 – 13 (15-3 12-7 6-3 0-0) | Styrian Bears |  |

| 8 giugno 2013 | Traun Steelsharks | 35 – 26 (14-0 7-20 7-6 7-0) | Amstetten Thunder |  |

| 8 giugno 2013 | Red Lions Hall | 51 – 26 (0-6 21-7 14-0 16-13) | Schwaz Hammers |  |

#### 10ª giornata
| 16 giugno 2013 | Red Lions Hall | 16 – 14 | Styrian Bears |  |

### Classifica
La classifica della regular season è la seguente:
- PCT = percentuale di vittorie, G = partite giocate, V = partite vinte,  P = partite perse, PF = punti fatti, PS = punti subiti

| Pos. | Squadra               | PCT  | G | V | N | P | PF  | PS  |
| ---- | --------------------- | ---- | - | - | - | - | --- | --- |
| 1    | Sankt Pölten Invaders | .875 | 8 | 7 | 0 | 1 | 277 | 91  |
| 2    | Traun Steelsharks     | .875 | 8 | 7 | 0 | 1 | 210 | 175 |
| 3    | Red Lions Hall        | .500 | 8 | 4 | 0 | 4 | 268 | 276 |
| 4    | Amstetten Thunder     | .375 | 8 | 3 | 0 | 5 | 221 | 247 |
| 5    | Schwaz Hammers        | .250 | 8 | 2 | 0 | 6 | 147 | 253 |
| 6    | Styrian Bears         | .125 | 8 | 1 | 0 | 7 | 173 | 254 |

## Playoff

### Tabellone
|  | Semifinali | Semifinali            | Semifinali |                   |    | VI Iron Bowl          | VI Iron Bowl | VI Iron Bowl |  |
|  |            |                       |            |                   |    |                       |              |              |  |
|  | 1          | Sankt Pölten Invaders | 45         |                   |    |                       |              |              |  |
|  | 1          | Sankt Pölten Invaders | 45         |                   |    |                       |              |              |  |
|  | 4          | Amstetten Thunder     | 0          |                   |    |                       |              |              |  |
|  | 4          | Amstetten Thunder     | 0          |                   | 1  | Sankt Pölten Invaders | 13           |              |  |
|  |            |                       |            |                   | 1  | Sankt Pölten Invaders | 13           |              |  |
|  |            |                       | 2          | Traun Steelsharks | 12 |                       |              |              |  |
|  | 2          | Traun Steelsharks     | 2          | Traun Steelsharks | 12 | 49                    |              |              |  |
|  | 2          | Traun Steelsharks     |            |                   |    |                       |              |              |  |
|  | 3          | Red Lions Hall        | 7          |                   |    |                       |              |              |  |

### Semifinali
| 22 giugno 2013 | Sankt Pölten Invaders | 45 – 0 (22-0 13-0 6-0 0-0) | Amstetten Thunder |  |

| 22 giugno 2013 | Traun Steelsharks | 49 – 7 (20-0 14-7 8-0 7-0) | Red Lions Hall |  |

### VI Iron Bowl
| 7 luglio 2013 | Sankt Pölten Invaders | 13 – 12 (6-0 7-6 0-6 0-0) | Traun Steelsharks | (900 spett.) |

## Verdetti
- Sankt Pölten Invaders Vincitori dell'Austrian Football Division 2 2013